# Diocesi di Man
La diocesi di Man (in latino Dioecesis Manensis) è una sede della Chiesa cattolica in Costa d'Avorio suffraganea dell'arcidiocesi di Gagnoa. Nel 2021 contava 129.700 battezzati su 2.220.370 abitanti. È retta dal vescovo Gaspard Béby Gnéba.

## Territorio
La diocesi comprende le regioni ivoriane del Medio Cavally e delle Montagne.
Sede vescovile è la città di Man, dove si trova la cattedrale di San Michele.
Il territorio è suddiviso in 27 parrocchie.

## Storia
La diocesi è stata eretta l'8 giugno 1968 con la bolla Qui imperio Christi di papa Paolo VI, ricavandone il territorio dalla diocesi di Daloa. Originariamente era suffraganea dell'arcidiocesi di Abidjan.
Il 19 dicembre 1994 ha ceduto una porzione del suo territorio a vantaggio dell'erezione della diocesi di Odienné e nel contempo è entrata a far parte della provincia ecclesiastica dell'arcidiocesi di Gagnoa.

## Cronotassi dei vescovi
Si omettono i periodi di sede vacante non superiori ai 2 anni o non storicamente accertati.
- Bernard Agré † (8 giugno 1968 - 6 marzo 1992 nominato vescovo di Yamoussoukro)
- Joseph Niangoran Teky (17 dicembre 1992 - 18 dicembre 2007 ritirato)
- Gaspard Béby Gnéba, dal 18 dicembre 2007
  - Jean-Pierre Kutwa[1], dal 27 dicembre 2024 (amministratore apostolico sede plena)

## Statistiche
La diocesi nel 2021 su una popolazione di 2.220.370 persone contava 129.700 battezzati, corrispondenti al 5,8% del totale.
| anno | popolazione | popolazione | popolazione | presbiteri | presbiteri | presbiteri | presbiteri                | diaconi | religiosi | religiosi | parrocchie |
| anno | battezzati  | totale      | %           | numero     | secolari   | regolari   | battezzati per presbitero | diaconi | uomini    | donne     | parrocchie |
| ---- | ----------- | ----------- | ----------- | ---------- | ---------- | ---------- | ------------------------- | ------- | --------- | --------- | ---------- |
| 1970 | 9.126       | 578.500     | 1,6         | 27         | 8          | 19         | 338                       |         | 25        | 24        | 12         |
| 1980 | 18.705      | 725.000     | 2,6         | 32         | 10         | 22         | 584                       |         | 26        | 44        | 16         |
| 1990 | 37.686      | 1.090.304   | 3,5         | 29         | 12         | 17         | 1.299                     |         | 30        | 67        | 17         |
| 1999 | 3.492       | 1.307.545   | 0,3         | 38         | 29         | 9          | 91                        |         | 21        | 74        | 21         |
| 2000 | 53.656      | 1.414.195   | 3,8         | 41         | 34         | 7          | 1.308                     |         | 19        | 74        | 22         |
| 2001 | 71.360      | 1.445.243   | 4,9         | 43         | 31         | 12         | 1.659                     |         | 24        | 69        | 24         |
| 2002 | 71.360      | 1.445.243   | 4,9         | 43         | 32         | 11         | 1.659                     |         | 19        | 69        | 23         |
| 2003 | 73.000      | 1.445.243   | 5,1         | 48         | 36         | 12         | 1.520                     |         | 19        | 67        | 23         |
| 2004 | 72.567      | 1.445.243   | 5,0         | 32         | 23         | 9          | 2.267                     |         | 20        | 68        | 24         |
| 2013 | 107.157     | 1.844.000   | 5,8         | 48         | 41         | 7          | 2.232                     |         | 16        | 43        | 27         |
| 2016 | 115.953     | 1.985.000   | 5,8         | 58         | 47         | 11         | 1.999                     |         | 19        | 46        | 26         |
| 2019 | 123.510     | 2.113.660   | 5,8         | 60         | 51         | 9          | 2.058                     |         | 19        | 55        | 26         |
| 2021 | 129.700     | 2.220.370   | 5,8         | 63         | 54         | 9          | 2.058                     |         | 26        | 30        | 27         |